# Svetovno prvenstvo v hokeju na ledu 1986
Svetovno prvenstvo v hokeju na ledu 1986 je bilo enainpetdeseto Svetovno prvenstvo v hokeju na ledu. Potekalo je med 20. marcem in 28. aprilom 1986 v moskovski dvorani Lužniki, Sovjetska zveza (skupina A), Eindhovnu, Nizozemska (skupina B) in Puigcerdì, Španija (skupina C). Zlato medaljo je osvojila sovjetska reprezentanca, srebrno švedska, bronasto pa kanadska, v konkurenci šestindvajsetih reprezentanc, triindvajsetič tudi jugoslovanske, ki je osvojila petnajsto mesto in četrtič izpadla v skupino C. To je bil za sovjetsko reprezentanco dvajseti naslov svetovnega prvaka.

## Dobitniki medalj
| Zlato | Srebro | Bron |
| Sovjetska zvezaSergej Milnikov Jevgenij Belošejkin Aleksej Kasatonov Vjačeslav Fetisov Vasilij Pervuhin Sergej Starikov Igor Stelnov Aleksej Gusarov Zinetula Biljaletdinov Sergej Makarov Igor Larjonov Vladimir Krutov Sergej Svetlov Sergej Jašin Vjačeslav Bikov Andrej Homutov Mihail Varnakov Valerij Kamenski Vladimir Konstantinov Sergej Agejkin Viktor Tjumenev Jurij Hmiljov | ŠvedskaPeter Lindmark Ake Lilljebjörn Anders Eldebrink Tommy Samuelsson Mats Kihlström Tommy Albelin Fredrik Olausson Robert Nordmark Tomas Jonsson Thom Eklund Thomas Rundqvist Michael Hjälm Jonas Bergqvist Matti Pauna Lars-Gunnar Pettersson Dan Labraaten Hakan Södergren Anders Carlsson Kenneth Andersson Staffan Lundh Thomas Steen Per Erik Eklund | KanadaKelly Hrudey Corrado Micalef Jacques Cloutier Craig Redmond Mark Hardy Grant Ledyard Jay Wells Phil Russel Denis Potvin Ken Daneyko Marcel Dionne Dave Taylor Jim Fox Phil Sykes Mike Bullard Kirk Muller Greg Adams Dale Hawerchuk Tony Tanti Brent Sutter |

## Tekme

### SP Skupine A

#### Predtekmovanje
Prve štiri reprezentance so se uvrstile v boj za 1. do 4. mesto, ostale v boj za obstanek.
| 12. april 1986 | Finska | 5:4 | ZDA | Dvorana Lužniki, Moskva |

| Poročilo tekme      | Poročilo tekme | Poročilo tekme | Poročilo tekme | Poročilo tekme |
| ------------------- | -------------- | -------------- | -------------- | -------------- |
| Začetek: ni podatka |                |                |                |                |

| 12. april 1986 | Kanada | 8:3 | Zahodna Nemčija | Dvorana Lužniki, Moskva |

| Poročilo tekme      | Poročilo tekme | Poročilo tekme | Poročilo tekme | Poročilo tekme |
| ------------------- | -------------- | -------------- | -------------- | -------------- |
| Začetek: ni podatka |                |                |                |                |

| 12. april 1986 | Sovjetska zveza | 4:2 | Švedska | Dvorana Lužniki, Moskva |

| Poročilo tekme      | Poročilo tekme | Poročilo tekme | Poročilo tekme | Poročilo tekme |
| ------------------- | -------------- | -------------- | -------------- | -------------- |
| Začetek: ni podatka |                |                |                |                |

| 12. april 1986 | Češkoslovaška | 1:2 | Poljska | Dvorana Lužniki, Moskva |

| Poročilo tekme      | Poročilo tekme | Poročilo tekme | Poročilo tekme | Poročilo tekme |
| ------------------- | -------------- | -------------- | -------------- | -------------- |
| Začetek: ni podatka |                |                |                |                |

| 13. april 1986 | Kanada | 1:4 | Švedska | Dvorana Lužniki, Moskva |

| Poročilo tekme      | Poročilo tekme | Poročilo tekme | Poročilo tekme | Poročilo tekme |
| ------------------- | -------------- | -------------- | -------------- | -------------- |
| Začetek: ni podatka |                |                |                |                |

| 13. april 1986 | ZDA | 7:2 | Poljska | Dvorana Lužniki, Moskva |

| Poročilo tekme      | Poročilo tekme | Poročilo tekme | Poročilo tekme | Poročilo tekme |
| ------------------- | -------------- | -------------- | -------------- | -------------- |
| Začetek: ni podatka |                |                |                |                |

| 13. april 1986 | Sovjetska zveza | 4:1 | Finska | Dvorana Lužniki, Moskva |

| Poročilo tekme      | Poročilo tekme | Poročilo tekme | Poročilo tekme | Poročilo tekme |
| ------------------- | -------------- | -------------- | -------------- | -------------- |
| Začetek: ni podatka |                |                |                |                |

| 13. april 1986 | Češkoslovaška | 3:4 | Zahodna Nemčija | Dvorana Lužniki, Moskva |

| Poročilo tekme      | Poročilo tekme | Poročilo tekme | Poročilo tekme | Poročilo tekme |
| ------------------- | -------------- | -------------- | -------------- | -------------- |
| Začetek: ni podatka |                |                |                |                |

| 15. april 1986 | Češkoslovaška | 2:3 | Švedska | Dvorana Lužniki, Moskva |

| Poročilo tekme      | Poročilo tekme | Poročilo tekme | Poročilo tekme | Poročilo tekme |
| ------------------- | -------------- | -------------- | -------------- | -------------- |
| Začetek: ni podatka |                |                |                |                |

| 15. april 1986 | ZDA | 9:2 | Zahodna Nemčija | Dvorana Lužniki, Moskva |

| Poročilo tekme      | Poročilo tekme | Poročilo tekme | Poročilo tekme | Poročilo tekme |
| ------------------- | -------------- | -------------- | -------------- | -------------- |
| Začetek: ni podatka |                |                |                |                |

| 15. april 1986 | Sovjetska zveza | 7:2 | Poljska | Dvorana Lužniki, Moskva |

| Poročilo tekme      | Poročilo tekme | Poročilo tekme | Poročilo tekme | Poročilo tekme |
| ------------------- | -------------- | -------------- | -------------- | -------------- |
| Začetek: ni podatka |                |                |                |                |

| 15. april 1986 | Kanada | 2:3 | Finska | Dvorana Lužniki, Moskva |

| Poročilo tekme      | Poročilo tekme | Poročilo tekme | Poročilo tekme | Poročilo tekme |
| ------------------- | -------------- | -------------- | -------------- | -------------- |
| Začetek: ni podatka |                |                |                |                |

| 16. april 1986 | Češkoslovaška | 1:1 | Finska | Dvorana Lužniki, Moskva |

| Poročilo tekme      | Poročilo tekme | Poročilo tekme | Poročilo tekme | Poročilo tekme |
| ------------------- | -------------- | -------------- | -------------- | -------------- |
| Začetek: ni podatka |                |                |                |                |

| 16. april 1986 | Kanada | 8:3 | Poljska | Dvorana Lužniki, Moskva |

| Poročilo tekme      | Poročilo tekme | Poročilo tekme | Poročilo tekme | Poročilo tekme |
| ------------------- | -------------- | -------------- | -------------- | -------------- |
| Začetek: ni podatka |                |                |                |                |

| 16. april 1986 | Sovjetska zveza | 4:1 | Zahodna Nemčija | Dvorana Lužniki, Moskva |

| Poročilo tekme      | Poročilo tekme | Poročilo tekme | Poročilo tekme | Poročilo tekme |
| ------------------- | -------------- | -------------- | -------------- | -------------- |
| Začetek: ni podatka |                |                |                |                |

| 16. april 1986 | ZDA | 2:5 | Švedska | Dvorana Lužniki, Moskva |

| Poročilo tekme      | Poročilo tekme | Poročilo tekme | Poročilo tekme | Poročilo tekme |
| ------------------- | -------------- | -------------- | -------------- | -------------- |
| Začetek: ni podatka |                |                |                |                |

| 18. april 1986 | Češkoslovaška | 5:2 | ZDA | Dvorana Lužniki, Moskva |

| Poročilo tekme      | Poročilo tekme | Poročilo tekme | Poročilo tekme | Poročilo tekme |
| ------------------- | -------------- | -------------- | -------------- | -------------- |
| Začetek: ni podatka |                |                |                |                |

| 18. april 1986 | Finska | 4:2 | Poljska | Dvorana Lužniki, Moskva |

| Poročilo tekme      | Poročilo tekme | Poročilo tekme | Poročilo tekme | Poročilo tekme |
| ------------------- | -------------- | -------------- | -------------- | -------------- |
| Začetek: ni podatka |                |                |                |                |

| 18. april 1986 | Sovjetska zveza | 4:0 | Kanada | Dvorana Lužniki, Moskva |

| Poročilo tekme      | Poročilo tekme | Poročilo tekme | Poročilo tekme | Poročilo tekme |
| ------------------- | -------------- | -------------- | -------------- | -------------- |
| Začetek: ni podatka |                |                |                |                |

| 18. april 1986 | Švedska | 4:2 | Zahodna Nemčija | Dvorana Lužniki, Moskva |

| Poročilo tekme      | Poročilo tekme | Poročilo tekme | Poročilo tekme | Poročilo tekme |
| ------------------- | -------------- | -------------- | -------------- | -------------- |
| Začetek: ni podatka |                |                |                |                |

| 19. april 1986 | Švedska | 12:3 | Poljska | Dvorana Lužniki, Moskva |

| Poročilo tekme      | Poročilo tekme | Poročilo tekme | Poročilo tekme | Poročilo tekme |
| ------------------- | -------------- | -------------- | -------------- | -------------- |
| Začetek: ni podatka |                |                |                |                |

| 19. april 1986 | Finska | 10:1 | Zahodna Nemčija | Dvorana Lužniki, Moskva |

| Poročilo tekme      | Poročilo tekme | Poročilo tekme | Poročilo tekme | Poročilo tekme |
| ------------------- | -------------- | -------------- | -------------- | -------------- |
| Začetek: ni podatka |                |                |                |                |

| 20. april 1986 | Kanada | 4:2 | ZDA | Dvorana Lužniki, Moskva |

| Poročilo tekme      | Poročilo tekme | Poročilo tekme | Poročilo tekme | Poročilo tekme |
| ------------------- | -------------- | -------------- | -------------- | -------------- |
| Začetek: ni podatka |                |                |                |                |

| 20. april 1986 | Sovjetska zveza | 4:2 | Češkoslovaška | Dvorana Lužniki, Moskva |

| Poročilo tekme      | Poročilo tekme | Poročilo tekme | Poročilo tekme | Poročilo tekme |
| ------------------- | -------------- | -------------- | -------------- | -------------- |
| Začetek: ni podatka |                |                |                |                |

| 21. april 1986 | Zahodna Nemčija | 4:1 | Poljska | Dvorana Lužniki, Moskva |

| Poročilo tekme      | Poročilo tekme | Poročilo tekme | Poročilo tekme | Poročilo tekme |
| ------------------- | -------------- | -------------- | -------------- | -------------- |
| Začetek: ni podatka |                |                |                |                |

| 21. april 1986 | Finska | 4:4 | Švedska | Dvorana Lužniki, Moskva |

| Poročilo tekme      | Poročilo tekme | Poročilo tekme | Poročilo tekme | Poročilo tekme |
| ------------------- | -------------- | -------------- | -------------- | -------------- |
| Začetek: ni podatka |                |                |                |                |

| 22. april 1986 | Češkoslovaška | 3:1 | Kanada | Dvorana Lužniki, Moskva |

| Poročilo tekme      | Poročilo tekme | Poročilo tekme | Poročilo tekme | Poročilo tekme |
| ------------------- | -------------- | -------------- | -------------- | -------------- |
| Začetek: ni podatka |                |                |                |                |

| 22. april 1986 | Sovjetska zveza | 5:1 | ZDA | Dvorana Lužniki, Moskva |

| Poročilo tekme      | Poročilo tekme | Poročilo tekme | Poročilo tekme | Poročilo tekme |
| ------------------- | -------------- | -------------- | -------------- | -------------- |
| Začetek: ni podatka |                |                |                |                |

##### Lestvica
OT-odigrane tekme, z-zmage, n-neodločeni izidi, P-porazi, DG-doseženo goli, PG-prejeti goli, GR-gol razlika, T-točke.
| # | Reprezentanca   | OT | Z | N | P | DG | PG | GR  | T  |
| - | --------------- | -- | - | - | - | -- | -- | --- | -- |
| 1 | Sovjetska zveza | 7  | 7 | 0 | 0 | 39 | 9  | +30 | 14 |
| 2 | Švedska         | 7  | 5 | 1 | 1 | 34 | 18 | +16 | 11 |
| 3 | Finska          | 7  | 4 | 2 | 1 | 28 | 18 | +10 | 10 |
| 4 | Kanada          | 7  | 3 | 0 | 4 | 24 | 22 | +2  | 6  |
| 5 | Češkoslovaška   | 7  | 2 | 1 | 4 | 17 | 17 | 0   | 5  |
| 6 | ZDA             | 7  | 2 | 0 | 5 | 27 | 28 | -1  | 4  |
| 7 | Zahodna Nemčija | 7  | 2 | 0 | 5 | 17 | 39 | -22 | 4  |
| 8 | Poljska         | 7  | 1 | 0 | 6 | 15 | 43 | -28 | 2  |

#### Boj za obstanek
| 23. april 1986 | Češkoslovaška | 8:1 | Poljska | Dvorana Lužniki, Moskva |

| Poročilo tekme      | Poročilo tekme | Poročilo tekme | Poročilo tekme | Poročilo tekme |
| ------------------- | -------------- | -------------- | -------------- | -------------- |
| Začetek: ni podatka |                |                |                |                |

| 23. april 1986 | ZDA | 5:0 | Zahodna Nemčija | Dvorana Lužniki, Moskva |

| Poročilo tekme      | Poročilo tekme | Poročilo tekme | Poročilo tekme | Poročilo tekme |
| ------------------- | -------------- | -------------- | -------------- | -------------- |
| Začetek: ni podatka |                |                |                |                |

| 25. april 1986 | Češkoslovaška | 3:1 | Zahodna Nemčija | Dvorana Lužniki, Moskva |

| Poročilo tekme      | Poročilo tekme | Poročilo tekme | Poročilo tekme | Poročilo tekme |
| ------------------- | -------------- | -------------- | -------------- | -------------- |
| Začetek: ni podatka |                |                |                |                |

| 25. april 1986 | ZDA | 7:5 | Poljska | Dvorana Lužniki, Moskva |

| Poročilo tekme      | Poročilo tekme | Poročilo tekme | Poročilo tekme | Poročilo tekme |
| ------------------- | -------------- | -------------- | -------------- | -------------- |
| Začetek: ni podatka |                |                |                |                |

| 27. april 1986 | Češkoslovaška | 10:2 | ZDA | Dvorana Lužniki, Moskva |

| Poročilo tekme      | Poročilo tekme | Poročilo tekme | Poročilo tekme | Poročilo tekme |
| ------------------- | -------------- | -------------- | -------------- | -------------- |
| Začetek: ni podatka |                |                |                |                |

| 27. april 1986 | Zahodna Nemčija | 5:5 | Poljska | Dvorana Lužniki, Moskva |

| Poročilo tekme      | Poročilo tekme | Poročilo tekme | Poročilo tekme | Poročilo tekme |
| ------------------- | -------------- | -------------- | -------------- | -------------- |
| Začetek: ni podatka |                |                |                |                |

##### Lestvica
OT-odigrane tekme, z-zmage, n-neodločeni izidi, P-porazi, DG-doseženo goli, PG-prejeti goli, GR-gol razlika, T-točke.
| # | Reprezentanca   | OT | Z | N | P | DG | PG | GR  | T  |
| - | --------------- | -- | - | - | - | -- | -- | --- | -- |
| 5 | Češkoslovaška   | 10 | 5 | 1 | 4 | 38 | 21 | +17 | 11 |
| 6 | ZDA             | 10 | 4 | 0 | 6 | 41 | 43 | -2  | 8  |
| 7 | Zahodna Nemčija | 10 | 2 | 1 | 7 | 23 | 52 | -29 | 5  |
| 8 | Poljska         | 10 | 1 | 1 | 8 | 26 | 53 | -27 | 3  |

- Poljska reprezentanca je izpadla v skupino B.

#### Boj za 1. do 4. mesto
| 24. april 1986 | Švedska | 4:4 | Finska | Dvorana Lužniki, Moskva |

| Poročilo tekme      | Poročilo tekme | Poročilo tekme | Poročilo tekme | Poročilo tekme |
| ------------------- | -------------- | -------------- | -------------- | -------------- |
| Začetek: ni podatka |                |                |                |                |

| 24. april 1986 | Sovjetska zveza | 7:4 | Kanada | Dvorana Lužniki, Moskva |

| Poročilo tekme      | Poročilo tekme | Poročilo tekme | Poročilo tekme | Poročilo tekme |
| ------------------- | -------------- | -------------- | -------------- | -------------- |
| Začetek: ni podatka |                |                |                |                |

| 26. april 1986 | Švedska | 6:5 | Kanada | Dvorana Lužniki, Moskva |

| Poročilo tekme      | Poročilo tekme | Poročilo tekme | Poročilo tekme | Poročilo tekme |
| ------------------- | -------------- | -------------- | -------------- | -------------- |
| Začetek: ni podatka |                |                |                |                |

| 26. april 1986 | Sovjetska zveza | 8:0 | Finska | Dvorana Lužniki, Moskva |

| Poročilo tekme      | Poročilo tekme | Poročilo tekme | Poročilo tekme | Poročilo tekme |
| ------------------- | -------------- | -------------- | -------------- | -------------- |
| Začetek: ni podatka |                |                |                |                |

| 28. april 1986 | Finska | 3:4 | Kanada | Dvorana Lužniki, Moskva |

| Poročilo tekme      | Poročilo tekme | Poročilo tekme | Poročilo tekme | Poročilo tekme |
| ------------------- | -------------- | -------------- | -------------- | -------------- |
| Začetek: ni podatka |                |                |                |                |

| 28. april 1986 | Sovjetska zveza | 3:2 | Švedska | Dvorana Lužniki, Moskva |

| Poročilo tekme      | Poročilo tekme | Poročilo tekme | Poročilo tekme | Poročilo tekme |
| ------------------- | -------------- | -------------- | -------------- | -------------- |
| Začetek: ni podatka |                |                |                |                |

##### Lestvica
OT-odigrane tekme, z-zmage, n-neodločeni izidi, P-porazi, DG-doseženo goli, PG-prejeti goli, GR-gol razlika, T-točke.
| # | Reprezentanca   | OT | Z | N | P | DG | PG | GR  | T |
| - | --------------- | -- | - | - | - | -- | -- | --- | - |
| 1 | Sovjetska zveza | 3  | 3 | 0 | 0 | 18 | 6  | +12 | 6 |
| 2 | Švedska         | 3  | 1 | 1 | 1 | 12 | 12 | 0   | 3 |
| 3 | Kanada          | 3  | 1 | 0 | 2 | 13 | 16 | -3  | 2 |
| 4 | Finska          | 3  | 0 | 1 | 2 | 7  | 16 | -9  | 1 |

### SP Skupine B
| 20. marec 1986 | Vzhodna Nemčija | 4:6 | Avstrija | Eindhoven, Nizozemska |

| Poročilo tekme      | Poročilo tekme | Poročilo tekme | Poročilo tekme | Poročilo tekme |
| ------------------- | -------------- | -------------- | -------------- | -------------- |
| Začetek: ni podatka |                |                |                |                |

| 20. marec 1986 | Švica | 4:1 | Italija | Eindhoven, Nizozemska |

| Poročilo tekme      | Poročilo tekme | Poročilo tekme | Poročilo tekme | Poročilo tekme |
| ------------------- | -------------- | -------------- | -------------- | -------------- |
| Začetek: ni podatka |                |                |                |                |

| 20. marec 1986 | Japonska | 2:1 | Francija | Eindhoven, Nizozemska |

| Poročilo tekme      | Poročilo tekme | Poročilo tekme | Poročilo tekme | Poročilo tekme |
| ------------------- | -------------- | -------------- | -------------- | -------------- |
| Začetek: ni podatka |                |                |                |                |

| 20. marec 1986 | Nizozemska | 6:3 | Jugoslavija | Eindhoven, Nizozemska |

| Poročilo tekme      | Poročilo tekme | Poročilo tekme | Poročilo tekme | Poročilo tekme |
| ------------------- | -------------- | -------------- | -------------- | -------------- |
| Začetek: ni podatka |                |                |                |                |

| 21. marec 1986 | Italija | 6:1 | Avstrija | Eindhoven, Nizozemska |

| Poročilo tekme      | Poročilo tekme | Poročilo tekme | Poročilo tekme | Poročilo tekme |
| ------------------- | -------------- | -------------- | -------------- | -------------- |
| Začetek: ni podatka |                |                |                |                |

| 21. marec 1986 | Švica | 6:4 | Japonska | Eindhoven, Nizozemska |

| Poročilo tekme      | Poročilo tekme | Poročilo tekme | Poročilo tekme | Poročilo tekme |
| ------------------- | -------------- | -------------- | -------------- | -------------- |
| Začetek: ni podatka |                |                |                |                |

| 22. marec 1986 | Nizozemska | 3:4 | Francija | Eindhoven, Nizozemska |

| Poročilo tekme      | Poročilo tekme | Poročilo tekme | Poročilo tekme | Poročilo tekme |
| ------------------- | -------------- | -------------- | -------------- | -------------- |
| Začetek: ni podatka |                |                |                |                |

| 22. marec 1986 | Vzhodna Nemčija | 4:2 | Jugoslavija | Eindhoven, Nizozemska |

| Poročilo tekme      | Poročilo tekme | Poročilo tekme | Poročilo tekme | Poročilo tekme |
| ------------------- | -------------- | -------------- | -------------- | -------------- |
| Začetek: ni podatka |                |                |                |                |

| 23. marec 1986 | Švica | 8:2 | Francija | Eindhoven, Nizozemska |

| Poročilo tekme      | Poročilo tekme | Poročilo tekme | Poročilo tekme | Poročilo tekme |
| ------------------- | -------------- | -------------- | -------------- | -------------- |
| Začetek: ni podatka |                |                |                |                |

| 23. marec 1986 | Avstrija | 5:2 | Jugoslavija | Eindhoven, Nizozemska |

| Poročilo tekme      | Poročilo tekme | Poročilo tekme | Poročilo tekme | Poročilo tekme |
| ------------------- | -------------- | -------------- | -------------- | -------------- |
| Začetek: ni podatka |                |                |                |                |

| 23. marec 1986 | Nizozemska | 3:4 | Japonska | Eindhoven, Nizozemska |

| Poročilo tekme      | Poročilo tekme | Poročilo tekme | Poročilo tekme | Poročilo tekme |
| ------------------- | -------------- | -------------- | -------------- | -------------- |
| Začetek: ni podatka |                |                |                |                |

| 23. marec 1986 | Vzhodna Nemčija | 3:4 | Italija | Eindhoven, Nizozemska |

| Poročilo tekme      | Poročilo tekme | Poročilo tekme | Poročilo tekme | Poročilo tekme |
| ------------------- | -------------- | -------------- | -------------- | -------------- |
| Začetek: ni podatka |                |                |                |                |

| 24. marec 1986 | Italija | 1:0 | Japonska | Eindhoven, Nizozemska |

| Poročilo tekme      | Poročilo tekme | Poročilo tekme | Poročilo tekme | Poročilo tekme |
| ------------------- | -------------- | -------------- | -------------- | -------------- |
| Začetek: ni podatka |                |                |                |                |

| 24. marec 1986 | Švica | 4:3 | Avstrija | Eindhoven, Nizozemska |

| Poročilo tekme      | Poročilo tekme | Poročilo tekme | Poročilo tekme | Poročilo tekme |
| ------------------- | -------------- | -------------- | -------------- | -------------- |
| Začetek: ni podatka |                |                |                |                |

| 25. marec 1986 | Francija | 5:6 | Jugoslavija | Eindhoven, Nizozemska |

| Poročilo tekme      | Poročilo tekme | Poročilo tekme | Poročilo tekme | Poročilo tekme |
| ------------------- | -------------- | -------------- | -------------- | -------------- |
| Začetek: ni podatka |                |                |                |                |

| 25. marec 1986 | Nizozemska | 2:5 | Vzhodna Nemčija | Eindhoven, Nizozemska |

| Poročilo tekme      | Poročilo tekme | Poročilo tekme | Poročilo tekme | Poročilo tekme |
| ------------------- | -------------- | -------------- | -------------- | -------------- |
| Začetek: ni podatka |                |                |                |                |

| 26. marec 1986 | Italija | 1:4 | Jugoslavija | Eindhoven, Nizozemska |

| Poročilo tekme      | Poročilo tekme | Poročilo tekme | Poročilo tekme | Poročilo tekme |
| ------------------- | -------------- | -------------- | -------------- | -------------- |
| Začetek: ni podatka |                |                |                |                |

| 26. marec 1986 | Vzhodna Nemčija | 4:3 | Japonska | Eindhoven, Nizozemska |

| Poročilo tekme      | Poročilo tekme | Poročilo tekme | Poročilo tekme | Poročilo tekme |
| ------------------- | -------------- | -------------- | -------------- | -------------- |
| Začetek: ni podatka |                |                |                |                |

| 26. marec 1986 | Avstrija | 1:6 | Francija | Eindhoven, Nizozemska |

| Poročilo tekme      | Poročilo tekme | Poročilo tekme | Poročilo tekme | Poročilo tekme |
| ------------------- | -------------- | -------------- | -------------- | -------------- |
| Začetek: ni podatka |                |                |                |                |

| 26. marec 1986 | Nizozemska | 3:11 | Švica | Eindhoven, Nizozemska |

| Poročilo tekme      | Poročilo tekme | Poročilo tekme | Poročilo tekme | Poročilo tekme |
| ------------------- | -------------- | -------------- | -------------- | -------------- |
| Začetek: ni podatka |                |                |                |                |

| 28. marec 1986 | Vzhodna Nemčija | 0:3 | Francija | Eindhoven, Nizozemska |

| Poročilo tekme      | Poročilo tekme | Poročilo tekme | Poročilo tekme | Poročilo tekme |
| ------------------- | -------------- | -------------- | -------------- | -------------- |
| Začetek: ni podatka |                |                |                |                |

| 28. marec 1986 | Švica | 4:2 | Jugoslavija | Eindhoven, Nizozemska |

| Poročilo tekme      | Poročilo tekme | Poročilo tekme | Poročilo tekme | Poročilo tekme |
| ------------------- | -------------- | -------------- | -------------- | -------------- |
| Začetek: ni podatka |                |                |                |                |

| 28. marec 1986 | Avstrija | 6:2 | Japonska | Eindhoven, Nizozemska |

| Poročilo tekme      | Poročilo tekme | Poročilo tekme | Poročilo tekme | Poročilo tekme |
| ------------------- | -------------- | -------------- | -------------- | -------------- |
| Začetek: ni podatka |                |                |                |                |

| 28. marec 1986 | Nizozemska | 5:3 | Italija | Eindhoven, Nizozemska |

| Poročilo tekme      | Poročilo tekme | Poročilo tekme | Poročilo tekme | Poročilo tekme |
| ------------------- | -------------- | -------------- | -------------- | -------------- |
| Začetek: ni podatka |                |                |                |                |

| 29. marec 1986 | Japonska | 0:5 | Jugoslavija | Eindhoven, Nizozemska |

| Poročilo tekme      | Poročilo tekme | Poročilo tekme | Poročilo tekme | Poročilo tekme |
| ------------------- | -------------- | -------------- | -------------- | -------------- |
| Začetek: ni podatka |                |                |                |                |

| 29. marec 1986 | Italija | 5:1 | Francija | Eindhoven, Nizozemska |

| Poročilo tekme      | Poročilo tekme | Poročilo tekme | Poročilo tekme | Poročilo tekme |
| ------------------- | -------------- | -------------- | -------------- | -------------- |
| Začetek: ni podatka |                |                |                |                |

| 29. marec 1986 | Vzhodna Nemčija | 5:1 | Švica | Eindhoven, Nizozemska |

| Poročilo tekme      | Poročilo tekme | Poročilo tekme | Poročilo tekme | Poročilo tekme |
| ------------------- | -------------- | -------------- | -------------- | -------------- |
| Začetek: ni podatka |                |                |                |                |

| 29. marec 1986 | Nizozemska | 3:2 | Avstrija | Eindhoven, Nizozemska |

| Poročilo tekme      | Poročilo tekme | Poročilo tekme | Poročilo tekme | Poročilo tekme |
| ------------------- | -------------- | -------------- | -------------- | -------------- |
| Začetek: ni podatka |                |                |                |                |

#### Lestvica
OT-odigrane tekme, z-zmage, n-neodločeni izidi, P-porazi, DG-doseženo goli, PG-prejeti goli, GR-gol razlika, T-točke.
| #  | Reprezentanca   | OT | Z | N | P | DG | PG | GR  | T  |
| -- | --------------- | -- | - | - | - | -- | -- | --- | -- |
| 9  | Švica           | 7  | 6 | 1 | 0 | 38 | 20 | +18 | 12 |
| 10 | Italija         | 7  | 4 | 3 | 0 | 21 | 18 | +3  | 8  |
| 11 | Vzhodna Nemčija | 7  | 4 | 3 | 0 | 25 | 21 | +4  | 8  |
| 12 | Francija        | 7  | 3 | 4 | 0 | 22 | 25 | -3  | 6  |
| 13 | Nizozemska      | 7  | 3 | 4 | 0 | 25 | 32 | -7  | 6  |
| 14 | Avstrija        | 7  | 3 | 4 | 0 | 24 | 27 | -3  | 6  |
| 15 | Jugoslavija     | 7  | 3 | 4 | 0 | 24 | 25 | -9  | 6  |
| 16 | Japonska        | 7  | 2 | 5 | 0 | 15 | 26 | -9  | 4  |

- Švicarska reprezentanca se je uvrstila v skupino A.
- Jugoslovanska in japonska reprezentanca sta izpadli v skupino C.

### SP Skupine C

#### Predtekmovanje
Prve štiri reprezentance so se uvrstile v boj za 17. do 20. mesto, druge štiri v boj za obstanek, zadnji pa avtomatsko izpadeta.

##### Skupina A
| 23. marec 1986 | Romunija | 13:3 | Južna Koreja | Puigcerdà, Španija |

| Poročilo tekme      | Poročilo tekme | Poročilo tekme | Poročilo tekme | Poročilo tekme |
| ------------------- | -------------- | -------------- | -------------- | -------------- |
| Začetek: ni podatka |                |                |                |                |

| 23. marec 1986 | Španija | 3:18 | Norveška | Puigcerdà, Španija |

| Poročilo tekme      | Poročilo tekme | Poročilo tekme | Poročilo tekme | Poročilo tekme |
| ------------------- | -------------- | -------------- | -------------- | -------------- |
| Začetek: ni podatka |                |                |                |                |

| 24. marec 1986 | Norveška | 11:1 | Južna Koreja | Puigcerdà, Španija |

| Poročilo tekme      | Poročilo tekme | Poročilo tekme | Poročilo tekme | Poročilo tekme |
| ------------------- | -------------- | -------------- | -------------- | -------------- |
| Začetek: ni podatka |                |                |                |                |

| 24. marec 1986 | Romunija | 5:1 | Danska | Puigcerdà, Španija |

| Poročilo tekme      | Poročilo tekme | Poročilo tekme | Poročilo tekme | Poročilo tekme |
| ------------------- | -------------- | -------------- | -------------- | -------------- |
| Začetek: ni podatka |                |                |                |                |

| 26. marec 1986 | Danska | 11:1 | Južna Koreja | Puigcerdà, Španija |

| Poročilo tekme      | Poročilo tekme | Poročilo tekme | Poročilo tekme | Poročilo tekme |
| ------------------- | -------------- | -------------- | -------------- | -------------- |
| Začetek: ni podatka |                |                |                |                |

| 26. marec 1986 | Španija | 2:5 | Romunija | Puigcerdà, Španija |

| Poročilo tekme      | Poročilo tekme | Poročilo tekme | Poročilo tekme | Poročilo tekme |
| ------------------- | -------------- | -------------- | -------------- | -------------- |
| Začetek: ni podatka |                |                |                |                |

| 27. marec 1986 | Norveška | 7:0 | Danska | Puigcerdà, Španija |

| Poročilo tekme      | Poročilo tekme | Poročilo tekme | Poročilo tekme | Poročilo tekme |
| ------------------- | -------------- | -------------- | -------------- | -------------- |
| Začetek: ni podatka |                |                |                |                |

| 27. marec 1986 | Španija | 3:3 | Južna Koreja | Puigcerdà, Španija |

| Poročilo tekme      | Poročilo tekme | Poročilo tekme | Poročilo tekme | Poročilo tekme |
| ------------------- | -------------- | -------------- | -------------- | -------------- |
| Začetek: ni podatka |                |                |                |                |

| 29. marec 1986 | Španija | 0:6 | Danska | Puigcerdà, Španija |

| Poročilo tekme      | Poročilo tekme | Poročilo tekme | Poročilo tekme | Poročilo tekme |
| ------------------- | -------------- | -------------- | -------------- | -------------- |
| Začetek: ni podatka |                |                |                |                |

| 29. marec 1986 | Norveška | 6:2 | Romunija | Puigcerdà, Španija |

| Poročilo tekme      | Poročilo tekme | Poročilo tekme | Poročilo tekme | Poročilo tekme |
| ------------------- | -------------- | -------------- | -------------- | -------------- |
| Začetek: ni podatka |                |                |                |                |

###### Lestvica
OT-odigrane tekme, z-zmage, n-neodločeni izidi, P-porazi, DG-doseženo goli, PG-prejeti goli, GR-gol razlika, T-točke.
| # | Reprezentanca | OT | Z | N | P | DG | PG | GR  | T |
| - | ------------- | -- | - | - | - | -- | -- | --- | - |
| 1 | Norveška      | 4  | 4 | 0 | 0 | 42 | 7  | +35 | 8 |
| 2 | Romunija      | 4  | 3 | 0 | 1 | 26 | 9  | +17 | 6 |
| 3 | Danska        | 4  | 2 | 0 | 2 | 18 | 13 | +5  | 4 |
| 4 | Španija       | 4  | 0 | 1 | 3 | 8  | 32 | -24 | 1 |
| 5 | Južna Koreja  | 4  | 0 | 1 | 3 | 5  | 38 | -33 | 1 |

- Južnokorejska reprezentanca je izpadla iz skupine C.

##### Skupina B
| 23. marec 1986 | Kitajska | 15:0 | Avstralija | Puigcerdà, Španija |

| Poročilo tekme      | Poročilo tekme | Poročilo tekme | Poročilo tekme | Poročilo tekme |
| ------------------- | -------------- | -------------- | -------------- | -------------- |
| Začetek: ni podatka |                |                |                |                |

| 23. marec 1986 | Madžarska | 2:4 | Severna Koreja | Puigcerdà, Španija |

| Poročilo tekme      | Poročilo tekme | Poročilo tekme | Poročilo tekme | Poročilo tekme |
| ------------------- | -------------- | -------------- | -------------- | -------------- |
| Začetek: ni podatka |                |                |                |                |

| 24. marec 1986 | Madžarska | 11:3 | Avstralija | Puigcerdà, Španija |

| Poročilo tekme      | Poročilo tekme | Poročilo tekme | Poročilo tekme | Poročilo tekme |
| ------------------- | -------------- | -------------- | -------------- | -------------- |
| Začetek: ni podatka |                |                |                |                |

| 24. marec 1986 | Kitajska | 9:1 | Bolgarija | Puigcerdà, Španija |

| Poročilo tekme      | Poročilo tekme | Poročilo tekme | Poročilo tekme | Poročilo tekme |
| ------------------- | -------------- | -------------- | -------------- | -------------- |
| Začetek: ni podatka |                |                |                |                |

| 26. marec 1986 | Kitajska | 9:1 | Severna Koreja | Puigcerdà, Španija |

| Poročilo tekme      | Poročilo tekme | Poročilo tekme | Poročilo tekme | Poročilo tekme |
| ------------------- | -------------- | -------------- | -------------- | -------------- |
| Začetek: ni podatka |                |                |                |                |

| 26. marec 1986 | Bolgarija | 5:4 | Avstralija | Puigcerdà, Španija |

| Poročilo tekme      | Poročilo tekme | Poročilo tekme | Poročilo tekme | Poročilo tekme |
| ------------------- | -------------- | -------------- | -------------- | -------------- |
| Začetek: ni podatka |                |                |                |                |

| 27. marec 1986 | Severna Koreja | 2:2 | Avstralija | Puigcerdà, Španija |

| Poročilo tekme      | Poročilo tekme | Poročilo tekme | Poročilo tekme | Poročilo tekme |
| ------------------- | -------------- | -------------- | -------------- | -------------- |
| Začetek: ni podatka |                |                |                |                |

| 27. marec 1986 | Madžarska | 2:5 | Bolgarija | Puigcerdà, Španija |

| Poročilo tekme      | Poročilo tekme | Poročilo tekme | Poročilo tekme | Poročilo tekme |
| ------------------- | -------------- | -------------- | -------------- | -------------- |
| Začetek: ni podatka |                |                |                |                |

| 29. marec 1986 | Bolgarija | 2:1 | Severna Koreja | Puigcerdà, Španija |

| Poročilo tekme      | Poročilo tekme | Poročilo tekme | Poročilo tekme | Poročilo tekme |
| ------------------- | -------------- | -------------- | -------------- | -------------- |
| Začetek: ni podatka |                |                |                |                |

| 29. marec 1986 | Kitajska | 2:2 | Madžarska | Puigcerdà, Španija |

| Poročilo tekme      | Poročilo tekme | Poročilo tekme | Poročilo tekme | Poročilo tekme |
| ------------------- | -------------- | -------------- | -------------- | -------------- |
| Začetek: ni podatka |                |                |                |                |

###### Lestvica
OT-odigrane tekme, z-zmage, n-neodločeni izidi, P-porazi, DG-doseženo goli, PG-prejeti goli, GR-gol razlika, T-točke.
| # | Reprezentanca  | OT | Z | N | P | DG | PG | GR  | T |
| - | -------------- | -- | - | - | - | -- | -- | --- | - |
| 1 | Kitajska       | 4  | 3 | 1 | 0 | 35 | 4  | +31 | 7 |
| 2 | Bolgarija      | 4  | 3 | 0 | 1 | 13 | 16 | -3  | 6 |
| 3 | Severna Koreja | 4  | 1 | 1 | 2 | 8  | 15 | -7  | 3 |
| 4 | Madžarska      | 4  | 1 | 1 | 2 | 17 | 14 | +3  | 3 |
| 5 | Avstralija     | 4  | 0 | 1 | 3 | 9  | 33 | -24 | 1 |

- Avstralska reprezentanca je izpadla iz skupine C.

#### Tekma za 9. mesto
| 31. marec 1986 | Južna Koreja | 9:7 | Avstralija | Puigcerdà, Španija |

| Poročilo tekme      | Poročilo tekme | Poročilo tekme | Poročilo tekme | Poročilo tekme |
| ------------------- | -------------- | -------------- | -------------- | -------------- |
| Začetek: ni podatka |                |                |                |                |

#### Boj za 21. do 24. mesto
| 30. marec 1986 | Danska | 8:4 | Madžarska | Puigcerdà, Španija |

| Poročilo tekme      | Poročilo tekme | Poročilo tekme | Poročilo tekme | Poročilo tekme |
| ------------------- | -------------- | -------------- | -------------- | -------------- |
| Začetek: ni podatka |                |                |                |                |

| 30. marec 1986 | Španija | 6:5 | Severna Koreja | Puigcerdà, Španija |

| Poročilo tekme      | Poročilo tekme | Poročilo tekme | Poročilo tekme | Poročilo tekme |
| ------------------- | -------------- | -------------- | -------------- | -------------- |
| Začetek: ni podatka |                |                |                |                |

| 1. april 1986 | Španija | 5:10 | Madžarska | Puigcerdà, Španija |

| Poročilo tekme      | Poročilo tekme | Poročilo tekme | Poročilo tekme | Poročilo tekme |
| ------------------- | -------------- | -------------- | -------------- | -------------- |
| Začetek: ni podatka |                |                |                |                |

| 1. april 1986 | Danska | 6:1 | Severna Koreja | Puigcerdà, Španija |

| Poročilo tekme      | Poročilo tekme | Poročilo tekme | Poročilo tekme | Poročilo tekme |
| ------------------- | -------------- | -------------- | -------------- | -------------- |
| Začetek: ni podatka |                |                |                |                |

###### Lestvica
OT-odigrane tekme, z-zmage, n-neodločeni izidi, P-porazi, DG-doseženo goli, PG-prejeti goli, GR-gol razlika, T-točke.
| #  | Reprezentanca  | OT | Z | N | P | DG | PG | GR  | T |
| -- | -------------- | -- | - | - | - | -- | -- | --- | - |
| 21 | Danska         | 3  | 3 | 0 | 0 | 20 | 5  | +15 | 6 |
| 22 | Madžarska      | 3  | 1 | 0 | 2 | 16 | 17 | -1  | 2 |
| 23 | Severna Koreja | 3  | 1 | 0 | 2 | 10 | 14 | -4  | 2 |
| 24 | Španija        | 3  | 1 | 0 | 2 | 11 | 21 | -10 | 2 |

- Španska reprezentanca je izpadla iz skupine C.

#### Boj za 17. do 20. mesto
| 30. marec 1986 | Norveška | 10:1 | Bolgarija | Puigcerdà, Španija |

| Poročilo tekme      | Poročilo tekme | Poročilo tekme | Poročilo tekme | Poročilo tekme |
| ------------------- | -------------- | -------------- | -------------- | -------------- |
| Začetek: ni podatka |                |                |                |                |

| 30. marec 1986 | Kitajska | 4:3 | Romunija | Puigcerdà, Španija |

| Poročilo tekme      | Poročilo tekme | Poročilo tekme | Poročilo tekme | Poročilo tekme |
| ------------------- | -------------- | -------------- | -------------- | -------------- |
| Začetek: ni podatka |                |                |                |                |

| 1. april 1986 | Bolgarija | 7:4 | Romunija | Puigcerdà, Španija |

| Poročilo tekme      | Poročilo tekme | Poročilo tekme | Poročilo tekme | Poročilo tekme |
| ------------------- | -------------- | -------------- | -------------- | -------------- |
| Začetek: ni podatka |                |                |                |                |

| 1. april 1986 | Norveška | 3:3 | Čile | Puigcerdà, Španija |

| Poročilo tekme      | Poročilo tekme | Poročilo tekme | Poročilo tekme | Poročilo tekme |
| ------------------- | -------------- | -------------- | -------------- | -------------- |
| Začetek: ni podatka |                |                |                |                |

###### Lestvica
OT-odigrane tekme, z-zmage, n-neodločeni izidi, P-porazi, DG-doseženo goli, PG-prejeti goli, GR-gol razlika, T-točke.
| #  | Reprezentanca | OT | Z | N | P | DG | PG | GR  | T |
| -- | ------------- | -- | - | - | - | -- | -- | --- | - |
| 17 | Norveška      | 3  | 2 | 1 | 0 | 19 | 7  | +12 | 5 |
| 18 | Kitajska      | 3  | 2 | 1 | 0 | 16 | 7  | +9  | 5 |
| 19 | Bolgarija     | 3  | 1 | 0 | 2 | 9  | 23 | -14 | 2 |
| 20 | Romunija      | 3  | 0 | 0 | 3 | 8  | 15 | -7  | 0 |

- Švicarska in kitajska reprezentanca sta se uvrstili v skupino B.

## Končni vrstni red
1. Sovjetska zveza
2. Švedska
3. Kanada
4. Finska
5. Češkoslovaška
6. ZDA
7. Zahodna Nemčija
8. Poljska
9. Švica
10. Italija
11. Vzhodna Nemčija
12. Francija
13. Nizozemska
14. Avstrija
15. Jugoslavija
16. Japonska
17. Norveška
18. Kitajska
19. Bolgarija
20. Romunija
21. Danska
22. Madžarska
23. Južna Koreja
24. Španija
25. Severna Koreja
26. Avstralija